# Saint-Arnoult (Calvados)
Saint-Arnoult è un comune francese di 1 105 abitanti situato nel dipartimento del Calvados nella regione della Normandia.

## Società

### Evoluzione demografica
Abitanti censiti